# Butare
Butare é uma cidade da Ruanda situada na província (intara) do Sul. Segundo censo de 2012, havia 136 830 habitantes.
É em Butare que está localizada a sede e maior campus (Campus Huye) da Universidade de Ruanda.